# Erebia epipsodea
Erebia epipsodea är en fjärilsart som beskrevs av Butler 1868. Erebia epipsodea ingår i släktet Erebia och familjen praktfjärilar. Inga underarter finns listade i Catalogue of Life.

## Bildgalleri

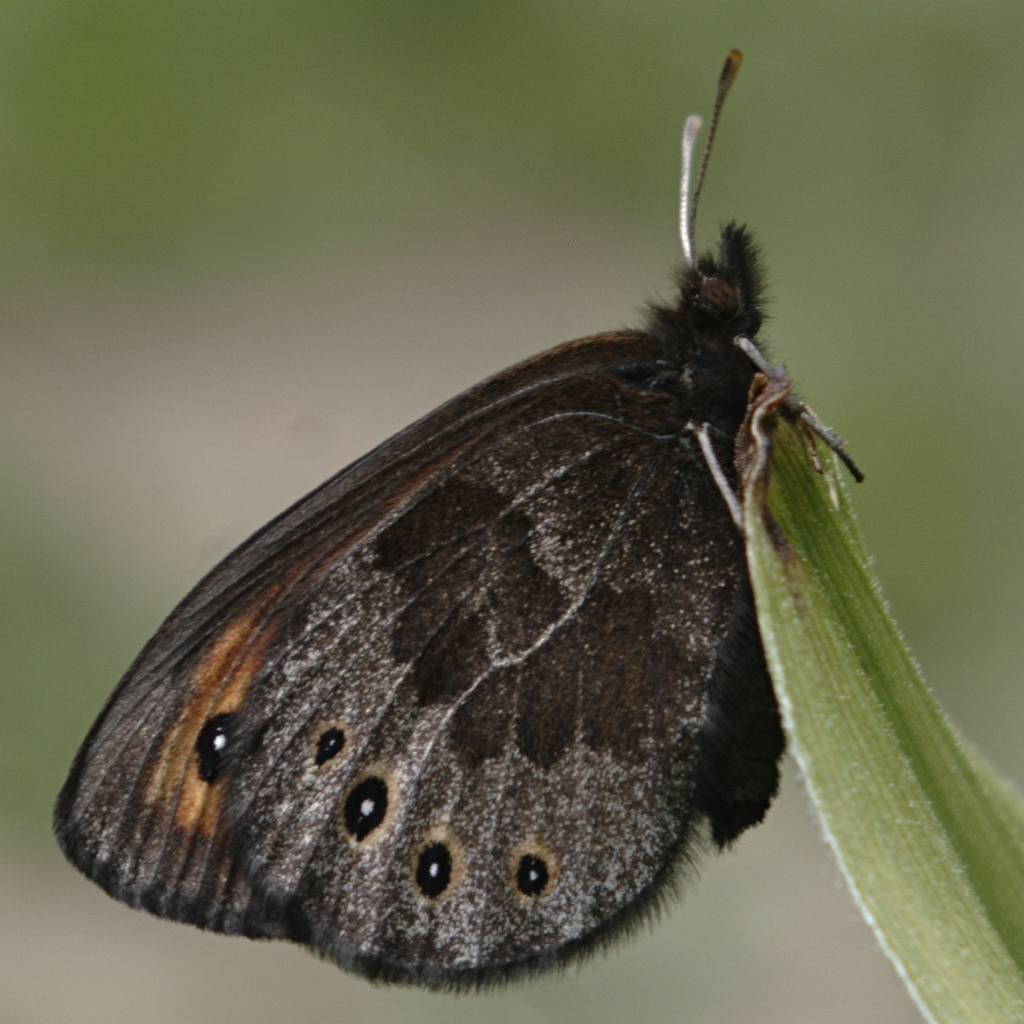
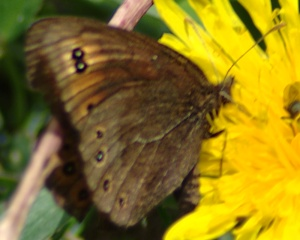